# PROTECT IP Act
PROTECT IP Act (известен также под именами PROTECT Intellectual Property Act и PIPA; полное название — Закон 2011 года о предотвращении реальных сетевых угроз экономическому творческому потенциалу и кражи интеллектуальной собственности англ. Preventing Real Online Threats to Economic Creativity and Theft of Intellectual Property Act of 2011; в Сенате США зарегистрирован под номером 968 (Senate Bill 968)) — законопроект, цель которого — дать правительству США и владельцам авторских прав дополнительные инструменты для блокирования «жульнических сайтов, предлагающих контрафактные товары и нарушающих авторское право», в особенности зарегистрированных за пределами США.
Внесён в Сенат США 12 мая 2011 года сенатором Патриком Лихи совместно с ещё 11 соавторами от обеих ведущих партий. Прошёл голосование в юридическом комитете Сената, но вынесение на голосование в палате заблокировано сенатором Роном Уайденом. По состоянию на 17 декабря 2011 года законопроект получил поддержку 40 сенаторов от обеих партий.
Законопроект представлял собой переписанную версию законопроекта Combating Online Infringement and Counterfeits Act (COICA), не прошедшего в 2010 году. Сходный проект закона под названием Stop Online Piracy Act (SOPA) был внесён 26 октября 2011 года в Палату представителей США.
Лидер большинства в Сенате, Гарри Рид, первоначально назначил голосование по этому законопроекту на 24 января 2012 года, но после акций протестов в Сети 18 января отложил голосование до разрешения противоречий.

## Содержание
Нарушением законопроекта, согласно введённым в нём определениям, является распространение незаконных копий, контрафактных товаров и технологий преодоления технических средств защиты авторских прав. Под действие законопроекта подпадают и сайты, основной деятельностью которых является участие в описанной выше запрещённой деятельности или способствование ей. Проект не меняет, но дополняет уже существующее законодательство по защите торговых знаков и авторских прав.
Закон специально принимается против пиратских сайтов, зарегистрированных за рубежом. Он позволяет министерству юстиции США и правообладателям ходатайствовать в суде о конфискации собственности, даже если ещё не проведено всестороннего расследования, либо владелец собственности не может быть найден. Генеральный прокурор США должен известить ответчика, а сразу после получения санкции суда становится возможным обязать финансовые институты прекратить денежные переводы, рекламные службы Интернета и интернет-провайдеров, а также средства локализации информации — удалить на признанный пиратским сайт ссылки.
Термин «средство локализации информации» взят из Закона об авторском праве в цифровую эпоху (DMCA) и обозначает в первую очередь поисковые системы, но также может быть распространён на любой ресурс, ссылающийся на сайт, признанный «пиратским». В законе говорится, что средство локализации информации должно удалить все ссылки на сайт так быстро, как это только возможно. Серверы DNS должны будут немедленно прекратить разрешение указанного доменного имени в IP-адрес посягающего на нарушение закона сайта. Доступ к признанному судом нарушителем сайту будет возможен только по его IP.

## Поддержка

### Законодатели
PIPA имела поддержку обеих партий Сената. Первоначально представленный сенатором Патриком Лихи, законопроект по состоянию на 17 декабря 2011 года поддерживался 40 сенаторами.

### Компании и организации
Проект имел широкую поддержку обладателей торговых знаков и авторских прав, в том числе:
- National Cable & Telecommunications Association;
- Альянс независимого кино и телевидения;
- National Association of Theatre Owners;
- Motion Picture Association of America;
- Гильдия режиссёров Америки;
- American Federation of Musicians;
- American Federation of Television and Radio Artists;
- International Alliance of Theatrical Stage Employees;
- Гильдия киноактёров США;
- Международное братство водителей грузовиков;
- Nashville Songwriters Association International;
- Songwriters Guild of America;
- Viacom;
- Institute for Policy Innovation;
- Macmillan Publishers;
- Acushnet Company;
- Американская ассоциация звукозаписывающих компаний;
- Copyright Alliance;
- NBCUniversal.

## Противники
Среди противников PIPA — множество крупных интернет-компаний, таких как Google, Facebook, Twitter, Фонд Викимедиа и другие. 18 января 2012 года состоялась интернет-акция протеста против принятия PIPA и SOPA, в рамках которой многие сайты изменили своё оформление. Например, английский раздел Википедии на сутки прекратил свою работу, надпись на главной странице гласила: «Imagine A World Without Free Knowledge» (англ. «Представьте мир без свободных знаний»). Логотип Google 18 января был закрыт черным прямоугольником.

## Интересные факты
В новостных статьях законопроект иногда называли «законом о защите IP-адресов».